# دير مار مارون
دير مار مارون ويسمى أيضاً كهف الرهبان، كهف قديم - يستخدم كدير ماروني - محفور من الصخور الصلبة في جانب منحدر، يقع على بعد حوالي 200 متر (660 قدم) من عين العز، مصدر نهر العاصي، وجنوب الهرمل في محافظة بعلبك الهرمل، شمال لبنان.   سميت على اسم القديس مارون الذي ترتبط حياته وأعماله في الموقع بتأسيس الكنيسة المارونية.

## البيانات
يقع دير الكهف على بعد 90 متر (300 قدم) فوق النهر. ربما تم إنشاؤها في البداية خلال القرن الثاني واستخدمت كملاذ صغير للعبادة في الجبال. وهي تتألف من ثلاثة مستويات بها سلالم صخرية والعديد من المذابح وخلايا صغيرة، يُعتقد أنها كانت مكان إقامة مار مارون وأتباعه الأوائل في القرن الرابع الميلادي، خلال تأسيس الكنيسة المارونية. يقترح أن مارون عمل وتوفي في الدير.
حتى إذا تعرضت لأضرار جسيمة خلال الفتح العربي للمنطقة، فإن الاحتلال في فترات العصر الإمبراطوري المملوكي والعثماني يشهد على وجود ثغرات في الجدران.  يُعتقد أن الدير شيده الرومان بشكل عام، لكن تاريخ الإنشاء وبنائه وأصوله غير مؤكد.
سقط الهيكل في حالة سيئة، حيث استخدم كمأوى للأغنام والماعز والراعي العرضي على مر السنين.
تقع الكهف على أراض مملوكة لوزارة الطاقة والمياه في لبنان، لكنها كانت موضع نزاع مستمر بين أبرشية المارونية وعائلة دندش، التي ترفع دعوى قديمة على الأرض. احتفظت أبرشية الموارنة بحقوق تجديد المعالم وأعلنت عن نواياها لبدء مشروع ترميم.
أبلغ الموقع فقط أنه قد تم تنظيفه ولم يبدأ أي عمل في النصب التذكاري، حتى لو كان المقترح ذا أهمية «وطنية».

## تذكار مار مارون

### عيده
شعار البطريركية المارونية التي اتخذت من مارون أبًا وشفيعًا.
بشكل عام، اعتادت الكنيسة أن تقيم تذكار قديسيها يوم وفاتهم، أو وفق المعنى الكنسي، يوم ولادتهم في السماء، إلا إذا تضاربت ذكرى وفاة هؤلاء مع أعياد كنسيّة هامة، فتقيم ذكراهم في يوم تلقيهم رسامتهم الكهنوتيّة أو الرهبانية، لذلك فإن العيد الأول للقديس مارون، وهو في 14 فبراير، والذي لا يزال معتمدًا حتى اليوم في الكنيسة الرومانية الكاثوليكية وسائر الكنائس التي تبجله، قد يكون يوم وفاته أو يوم رسامته الكهنوتيّة، ومن المحتمل أن يكون الموارنة حتى القرن السابع قد اتخذوا من 14 فبراير عيدً وذكرى للقديس مارون.
يذكر المطران يوسف الدبس، أن مار يوحنا مارون، عندما انتقل إلى لبنان في الهزيع الأخير للقرن السابع، نقل معه هامة القديس مارون، ووصل إلىالبترون في 5 يناير فشرع الموارنة بالاحتفال بعيد القديس مارون في ذلك اليوم.[55] حسب التقليد الماروني أيضًا، فإنه عند وفاة مار يوحنا مارون شرع الموارنة بالاحتفال بذكراه في 9 فبراير، وهو تاريخ تدشين الكنيسة والدير الذي شيده في كفر حي لدى وصوله إليها، ومن ثم دمجت الكنيسة بين عيدي القديسين في يوم واحد هو 9 فبراير، كما يظهر في الكتب الليتورجية المارونية.[56] لاحقًا في القرن الثامن عشر نقلت البطريركية المارونية عيد مار يوحنا مارون إلى 2 مارس، وهو ما اعتبر بحسب التقليد الماروني تاريخ وفاته،[57] وإبقاء تاريخ 9 فبراير لتذكار مار مارون وحده، وهو ما لا يزال متبعًا حتى اليوم.

### إكرامه
يكرم مارون في الليتورجيا المارونية من خلال ذكره اليومي في القداس الإلهي، إلى جانب تخصيص ثمانية أيام قبل عيده أي ابتداءً من 1 فبرايروحتى يوم عيده 9 فبراير، تتوالى بها الصلوات المخصصة لإكرامه واستذكار أفضاله. كذلك فإن عيده يوم 9 فبراير يعتبر بطالة كنسية أي من الأعياد التي يجب على أبناء الكنيسة المارونية حول العالم حضور الصلوات المقامة فيها، كذلك تعتبر المناسبة عطلة رسمية في لبنان. يخصص أيضًا الأحد الثاني من كل شهر تذكارًا عامًا لمار مارون، وسوى ذلك فإن الكثير من الكنائس حول العالم مشيّدة على اسمه، ويتسمى عدد كبير من الأشخاص باسم مارون تيمنًا.

## روابط خارجية
- دير مار مارون على satelliteviews.net
- الكهوف من «راهب» على discoverlebanon.com
- دير مار مارون على البوابة المغليثية
- دير مار مارون على موقع ikamalebanon.com
- نزاع دير مار مارون - أخبار إل بي سي على يوتيوب
- دير مار مارون
- خريطة جوجل ثلاثية الأبعاد لدير مار مارون على gmap3d.com
- صور دير مار مارون
- صور دير مار مارون